# Global Climate Coalition
Vous lisez un « bon article » labellisé en 2019.
Global Climate Coalition (GCC) est un groupe de pression international créé en 1989 à Washington aux États-Unis.
Son action majeure consiste à s'opposer aux mesures visant à réduire les émissions de gaz à effet de serre et à contester publiquement les affirmations scientifiques à propos du réchauffement climatique. Dans les années 1990, la GCC est le plus grand groupe de pression actif concernant la politique climatique et le plus important défenseur de l'industrie dans les négociations internationales sur le climat. Le groupe s'implique dans l'opposition au protocole de Kyoto et joue un rôle dans le blocage de la ratification de celui-ci par les États-Unis. La Coalition sait qu'elle ne peut pas nier le consensus scientifique, mais cherche à semer le doute sur le positionnement de la communauté scientifique sur le réchauffement climatique et créer des controverses fabriquées.
Elle est dissoute en 2001 après la baisse du nombre de ses membres, du fait d'une compréhension du rôle des gaz à effet de serre dans le changement climatique et de critiques du public.

## Fondation
La Global Climate Coalition (GCC) est fondée en 1989 sous l'impulsion d'un projet de la National Association of Manufacturers. Elle est créée pour représenter les intérêts des principaux producteurs et consommateurs de combustible fossile, qui s'opposent aux régulations visant à atténuer le réchauffement climatique, et se donne pour objectif de contester les éléments scientifiques produits dans ce domaine d'étude,,,,. La fondation de la GCC s'inscrit également dans le cadre de la création du Groupe d'experts intergouvernemental sur l'évolution du climat (GIEC) et du témoignage de James E. Hansen, climatologue de la NASA, selon lequel le changement climatique a bien lieu,. À la suite du protocole de Montréal, un traité international qui vise à éliminer progressivement les chlorofluorocarbures qui appauvrissent la couche d'ozone, de l'application du Clean Air Act aux États-Unis et de la réglementation portant sur la limitation de l'utilisation des combustibles fossiles, les bureaux des affaires gouvernementales de cinq ou six sociétés reconnaissent qu'ils n'ont pas été organisés de manière adéquate pour y faire face,.
Selon la déclaration de la GCC sur la page d'accueil de son site web, la Coalition est établie pour « coordonner la participation des entreprises au débat politique international sur la question du changement climatique et du réchauffement planétaire ». Dans un communiqué de presse publié en 1993, le directeur exécutif déclare qu'elle est organisée « comme la principale voix de l'industrie sur le problème du changement climatique mondial ».
En 1992, la GCC se réorganise de manière indépendante. Le premier président du conseil devient le directeur des relations publiques de la Phillips Petroleum Company. Exxon est un des membres fondateurs de la Coalition et de son conseil d'administration,,. Exxon, et plus tard ExxonMobil, tient un rôle de direction dans la Coalition,,. L'American Petroleum Institute (API) est également l'une des entités dirigeantes de la Coalition,. Le vice-président exécutif de l'API est le président du conseil d'administration de la GCC,. Les autres membres fondateurs de la GCC sont la National Mining Association, la Chambre de commerce des États-Unis, l'American Forest & Paper Association et l'Edison Electric Institute. Le directeur exécutif, John Shleas, était auparavant le directeur des relations publiques de l'Edison Electric Institute. La GCC est gérée par Ruder Finn, une société de relations publiques.
À son apogée, la GCC est le plus grand groupe de défense des industries actif dans la politique climatique. Une quarantaine de sociétés et d'associations industrielles sont alors membres de la GCC. En considérant les sociétés membres, les associations commerciales membres et les entreprises représentées par leurs associations, la GCC représente plus de 230 000 entreprises. Parmi les secteurs industriels représentés se trouvent l'aluminium, le papier, les transports, la production d'énergie, le pétrole, les produits chimiques et les petites entreprises. Toutes les grandes compagnies pétrolières en sont membres. Les membres du GCC proviennent d'industries qui doivent faire face aux règles de régulation de consommation de combustibles fossiles. La Coalition est financée par les cotisations de ses membres,.

## Activités
La Global Climate Coalition est un des plus puissants groupes de pression contre les mesures visant à atténuer le réchauffement climatique. Elle est le principal défenseur de l'industrie dans les négociations internationales sur le climat et mène une campagne d'opposition aux politiques de réduction des émissions de gaz à effet de serre,. Selon Kal Raustiala, professeur à l'école de droit de l'université de Californie à Los Angeles, la GCC est l'une des plus puissantes organisations non gouvernementales représentant les intérêts des entreprises dans le domaine de la politique climatique.
Les activités de plaidoirie de la GCC comprennent des pressions sur les responsables gouvernementaux, des pressions locales par le biais de communiqués de presse et de publicités, la participation à des conférences internationales sur le climat, la critique du fonctionnement des organisations climatiques internationales, la critique des modèles climatiques et des attaques personnelles à l'encontre de scientifiques et des spécialistes des sciences environnementales. Les positions politiques de la Coalition se traduisent par la négation de l'impact humain sur le changement climatique, l'accent sur l'incertitude de la climatologie, la demande de recherches supplémentaires, l'accent mis sur les avantages d'un réchauffement planétaire, sur la minimisation des risques liés au changement climatique, sur la priorité du développement économique, sur la défense de la souveraineté nationale et enfin par l'opposition à la réglementation relative aux émissions de gaz à effet de serre.
La GCC a pour habitude d'envoyer des délégations à toutes les principales conventions internationales sur le climat. Seules les nations et les organisations à but non lucratif peuvent envoyer des délégués officiels aux Conférences des Nations unies sur les changements climatiques. La Coalition décide alors d'adhérer à la Convention-cadre des Nations unies sur les changements climatiques en tant qu'organisation non gouvernementale pour que ses membres puissent assister à des conférences officielles de l'ONU en tant que délégués de la GCC.
En 1990, après la prise de parole du président des États-Unis, George H. W. Bush, devant le Groupe d'experts intergouvernemental sur l'évolution du climat pour appeler à la prudence face au réchauffement de la planète, et n'offrant aucune nouvelle proposition pour lutter contre ce dernier, la GCC déclare que le discours de Bush est « très fort » et concorde avec les priorités du développement économique et ses positions en matière de demandes de recherches supplémentaires sur le sujet. La GCC envoie trente représentants au sommet de la Terre tenu en 1992 à Rio de Janeiro, où les États sont enjoints de garder les objectifs et les calendriers convenus lors de la Convention-cadre des Nations unies sur les changements climatiques,. En décembre 1992, le directeur exécutif de la GCC écrit une lettre au New York Times dans laquelle il explique qu'« il existe un débat considérable sur le fait de savoir si les gaz à effet de serre produits par l'homme (principalement par la combustion de carburants fossiles) déclenchent ou non une dangereuse tendance au « réchauffement planétaire » ». La même année la Coalition envoie à des centaines de journalistes, à la Maison-Blanche et à plusieurs pays du Moyen-Orient producteurs de pétrole, une vidéo d'une demi-heure intitulée The Greening of Planet Earth, dans laquelle il est affirmé que l'augmentation du dioxyde de carbone dans l'air pourrait accroître le rendement des cultures et résoudre le problème de la faim dans le monde,.
En 1993, après que le président des États-Unis, Bill Clinton, s'engage à « ramener les émissions de gaz à effet de serre [des États-Unis] à leur niveau de 1990 d'ici l'an 2000 », le directeur exécutif de la GCC répond que cela « pourrait compromettre la santé économique de la nation ». Les pressions exercées par la GCC sont la raison de la défaite au Sénat des États-Unis de la proposition de taxe sur les carburants proposée par Bill Clinton. En 1994, après que la secrétaire à l'Énergie des États-Unis Hazel R. O'Leary déclare que la Convention-cadre des Nations unies sur les changements climatiques de 1992 doit être renforcée et que les réductions volontaires de dioxyde de carbone ne sont pas suffisantes, la GCC commente que cette déclaration est « troublée par le fait que le plan d'action volontaire sur le climat du président, qui vient de démarrer, sera insuffisant et que des mesures plus strictes peuvent être nécessaires à l'intérieur du pays ».

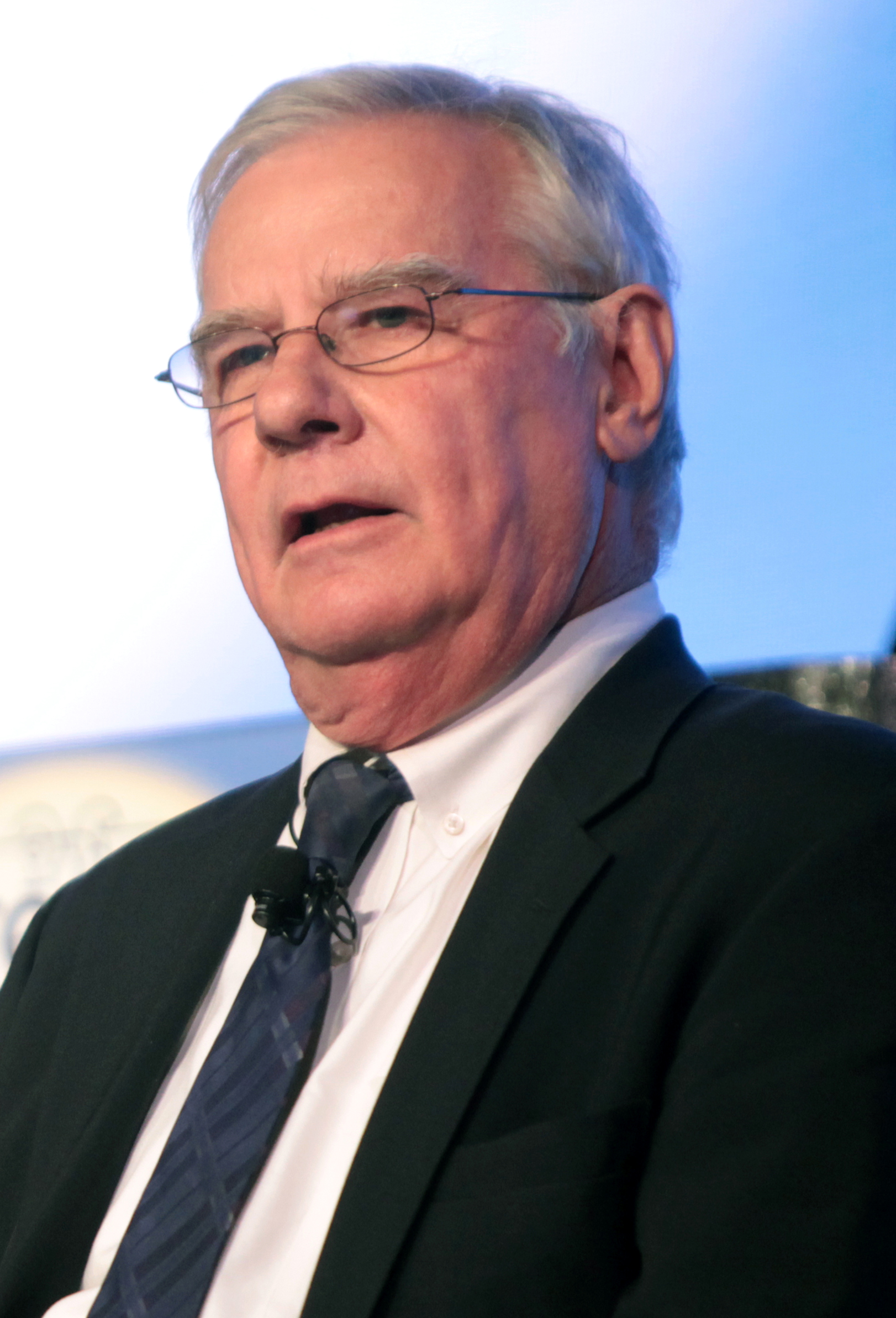
Les idées du climatosceptique Patrick Michaels ont beaucoup influencé les revendications de la Global Climate Coalition.

La Coalition ne finance pas de recherche scientifique et ses revendications climatiques reposent largement sur le World Climate Review et son successeur, le World Climate Report, édité par Patrick Michaels et financé par la Western Fuels Association. La GCC soutient les points de vue des négationnistes du réchauffement climatique tels que Patrick Michaels, Fred Singer et Richard Lindzen. En 1996, la GCC publie un rapport intitulé Global Warming and Extreme Weather: Fact vs. Fiction écrit par Robert E. Davis,,.
Les membres de la GCC mettent en doute l'efficacité de la stratégie de déni du changement climatique, et décident de mettre en avant les coûts économiques de la réglementation portant sur les émissions de gaz à effet de serre, ainsi que l'inutilité de cette dernière si elle exempte les pays en développement de cet effort. En 1995, après la conférence des Nations unies sur les changements climatiques de Berlin, qui met en place la négociation portant sur les limites d'émissions de gaz à effet de serre, le directeur exécutif de la GCC déclare que l'accord donne aux « pays en développement comme la Chine, l'Inde et le Mexique une chance de réussir » et qu'il « modifie les relations entre les pays souverains et les Nations unies », et que cela « pourrait avoir des implications très importantes », car « cela pourrait être une façon de limiter » la performance économique des États-Unis,. Lors d'une conférence de presse tenue à Washington à la veille de la deuxième conférence des Nations unies sur les changements climatiques à Genève, le directeur exécutif de la Coalition déclare que « l'heure de la décision n'est pas encore arrivée ». Lors de cette même conférence, la GCC publie un article selon lequel il serait trop tôt pour déterminer les causes du réchauffement planétaire. Des représentants de la GCC font pression sur des scientifiques lors de la conférence du GIEC tenue à Mexico en septembre 1996.
Après l'interview pour ABC News de Bill Clinton par l'acteur Leonardo DiCaprio, président du Jour de la Terre en 2000, la GCC fait savoir que la première voiture de DiCaprio était une Jeep Grand Cherokee et que celle qu'il possède actuellement est une Chevrolet Tahoe.

### Predicting Future Climate Change: A Primer
En 1995, la Global Climate Coalition crée un comité consultatif d'experts scientifiques et techniques en vue de constituer un mémo de dix-sept pages sur les sciences climatiques intitulé Predicting Future Climate Change: A Primer,. Ce rapport indique que « la base scientifique de l'effet de serre et l'impact potentiel des émissions anthropiques des gaz à effet de serre tels que le CO2 sur le climat sont bien établis et incontestables »,.
Selon le New York Times, ce mémo démontre que « même si la Coalition s'emploie à influencer l'opinion, ses propres experts scientifiques et techniques conseillent de ne pas réfuter les données scientifiques soutenant le rôle des gaz à effet de serre dans le réchauffement planétaire ». Selon l'Union of Concerned Scientists en 2015, ce guide est « remarquable pour avoir indiscutablement montré que, même si certaines sociétés du secteur des combustibles fossiles ont continué à tromper la science du climat, il y a au moins deux décennies, leurs propres experts scientifiques les alertaient sur les réalités et les conséquences du changement climatique ».

### Deuxième rapport d'évaluation du GIEC

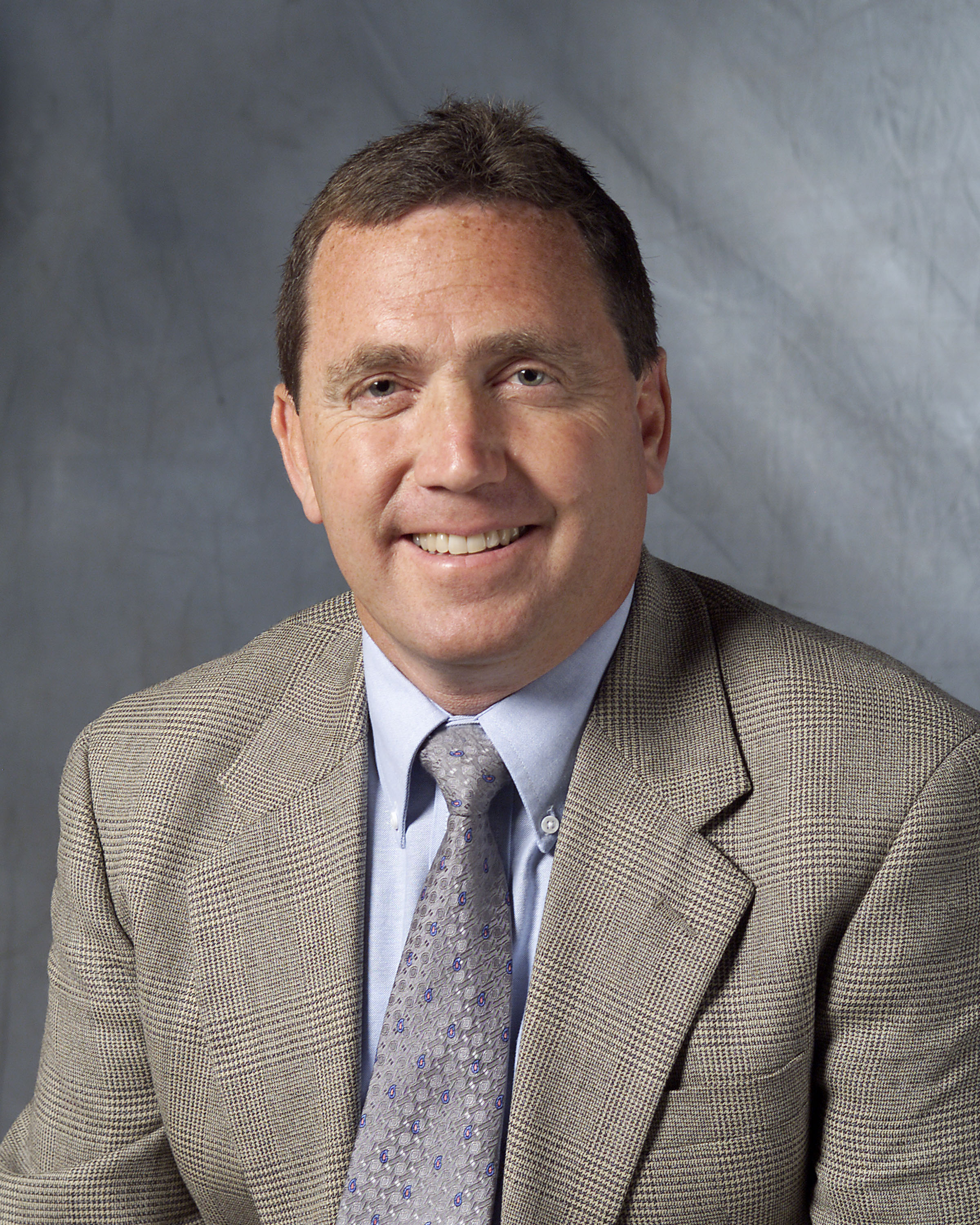
La GCC s'est attaqué personnellement à Benjamin D. Santer, l'auteur principal du huitième chapitre du deuxième rapport d'évaluation du GIEC.

La Global Climate Coalition fait partie des participants industriels invités à l'examen du deuxième rapport d'évaluation du GIEC. En 1996, avant la publication de ce rapport, la Coalition distribue aux journalistes, aux membres du Congrès des États-Unis et aux scientifiques, un rapport intitulé : The IPCC: Institutionalized Scientific Cleansing,. Ce rapport déclare que Benjamin D. Santer, l'auteur principal du chapitre 8 du rapport d'évaluation intitulé Détection du changement climatique et attribution des causes, a modifié le texte qui avait été accepté par le groupe de travail, et sans l'approbation des autres auteurs, afin de supprimer le passage caractérisant l'incertitude scientifique. Frederick Seitz soutient les accusations de la GCC dans une lettre au Wall Street Journal publiée le 12 juin 1996,,. La Coalition publie également des annonces dans les journaux disant qu'« à moins que la direction du GIEC ne s'engage rapidement à republier les versions imprimées… la crédibilité du GIEC aura été perdue ».
Benjamin D. Santer et ses coauteurs répondent que les modifications sont des intégrations de commentaires issus de l'examen par les pairs conformément aux processus habituels du GIEC.

### Opposition au protocole de Kyoto
La Global Climate Coalition est le principal groupe de défense des industries des États-Unis à s'opposer au protocole de Kyoto qui engage les signataires à réduire leurs émissions de gaz à effet de serre. Selon Greenpeace, la Coalition est « le groupe industriel principal dans l'opposition au protocole de Kyoto » et elle « dirige l'opposition » selon le Los Angeles Times,.
Avant 1997, la GCC dépense environ 1 million de dollars chaque année pour faire pression contre les limitations d'émissions de CO2, et, avant la signature du protocole de Kyoto, les dépenses annuelles de la GCC à ces fins culminent à environ 1,5 million de dollars,. Au total, la Coalition dépense plus 13 millions de dollars pour la seule campagne d'opposition au traité de Kyoto,. Elle finance également le Global Climate Information Project et retient les services d'une société publicitaire pour produire entre 1993 et 1994, la campagne Harry and Louise,. Les publicités déclarent entre autres : « Le Traité des Nations Unies sur le climat n'est pas global… et il ne fonctionnera pas » et « Les Américains vont en payer le prix… 50 cents de plus pour chaque gallon d'essence »,.
La GCC s'oppose à la ratification du protocole de Kyoto par Bill Clinton. Le refus du protocole par le gouvernement de George W. Bush est en partie influencé par les actions de la GCC. Selon les notes d'information préparées par le département d'État des États-Unis à l'intention du sous-secrétaire d'État, le rejet du protocole de Kyoto par George W. Bush est « en partie fondé sur les actions » de la GCC,,. Les pressions exercées par la Coalition sont la raison du vote unanime de la résolution Byrd-Hagel au Sénat des États-Unis en juillet 1997,. Cette résolution reflète la position de la Coalition selon laquelle les restrictions sur les émissions de gaz à effet de serre doivent inclure les pays en développement,. À cette occasion, le président de la GCC déclare à un comité du Congrès américain que les limites obligatoires portant sur les émissions de gaz à effet de serre sont « une course injustifiée au jugement ». La Coalition envoie cinquante délégués à la troisième Conférence des Parties de la conférences des Nations unies sur les changements climatiques de Kyoto. Le 11 décembre 1997, le jour où les délégués de Kyoto se sont mis d'accord sur les limites juridiques en matière d'émissions de gaz à effet de serre, le président de la Coalition déclare que cet accord sera rejeté par le Sénat américain. En 2001, le directeur exécutif de la GCC compare le protocole de Kyoto au Titanic.

## Déclin des effectifs et dissolution
Le défi à l'encontre de la science que représentent les assertions de la Coalition provoquent une réaction brutale de la part de plusieurs groupes environnementaux. Les militants écologistes décrivent la GCC comme le « club des pollueurs » et enjoignent à ses membres de retirer leur soutien. Selon l'agroéconomiste et analyste environnemental Lester R. Brown, « l'abandon de la Global Climate Coalition par les grandes entreprises témoigne en partie des preuves de plus en plus nombreuses que le monde se réchauffe bel et bien ». En 1998, les délégués du Parti vert au Parlement européen présentent une proposition infructueuse selon laquelle l'Organisation météorologique mondiale devrait nommer les cyclones d'après les membres de la GCC. La Coalition est alors affaiblie par une série de problèmes. En 1996, la société BP quitte la GCC et annonce son soutien au protocole de Kyoto et son engagement à réduire ses émissions de gaz à effet de serre. En 1997 c'est au tour de Shell de se retirer de la Coalition après les critiques des groupes environnementaux européens. Ford est la première entreprise américaine à quitter la Coalition en 1999. Ce départ est décrit par le New York Times comme « le dernier signe de division au sein de l'industrie lourde sur la façon de réagir au réchauffement climatique ». DuPont et Shell Oil Company quittent la GCC en 1997 et 1998. En 2000, les entreprises membres de la GCC sont la cible d'une campagne nationale de désinvestissement menée par des étudiants. En conséquence, Texaco, Southern Company, General Motors et Daimler se retirent toutes de la Coalition entre décembre 1999 et mars 2000,,. Quelques anciens membres de la Coalition rejoignent le Conseil de direction environnementale des entreprises au sein du Centre pour les solutions climatiques et énergétiques, qui représente entre autres les intérêts industriels, mais est marqué par un engagement dans la recherche scientifique évaluée par les pairs, et accepte la nécessité des restrictions des émissions de gaz à effet de serre, pour lutter contre le changement climatique.
En 2000, la GCC se restructure en un groupement d'associations commerciales, l'adhésion étant limitée aux associations professionnelles et les entreprises individuelles étant représentées par leur association professionnelle. Lester R. Brown qualifie cette restructuration d'« effort à peine voilé visant à dissimuler le véritable problème, à savoir la perte de tant d'importantes sociétés membres »,.
En 2001, après le retrait des États-Unis du protocole de Kyoto par le président George W. Bush, la Global Climate Coalition se dissout,. Sans la participation des États-Unis, l'efficacité du protocole de Kyoto est limitée. Sur son site web, la Coalition déclare que sa mission est accomplie avec succès, ajoutant qu'« à ce stade, le Congrès et l'Administration s'accordent sur le fait que les États-Unis ne devraient pas accepter les réductions obligatoires des émissions telles que le préconise le protocole ».

## Accueil critique
En 2015, l'Union of Concerned Scientists compare le rôle de la Global Climate Coalition dans le débat politique public sur le changement climatique aux rôles tenus par la Tobacco Institute, le groupe de pression de l'industrie du tabac, et par le Conseil pour la recherche sur le tabac, qui réfutait les avancées scientifiques, lors des débats politiques sur les dangers du tabac,. Le militant écologiste Bill McKibben déclare qu'en suscitant le doute sur la fiabilité de la science « tout au long des années 1990, alors même que d'autres pays passaient à l'action, la Coalition de l'industrie des combustibles fossiles a réussi à faire en sorte que les journalistes américains traitent le réchauffement comme une histoire de on-dit ». Selon le Los Angeles Times, les membres de la GCC intègrent les propositions de modèles climatiques dans leur planification opérationnelle tout en les critiquant publiquement.

## Membres notables
- American Chemistry Council[70],[54]
- American Electric Power[70]
- American Farm Bureau Federation[54]
- American Highway Users Alliance[54]
- American Iron and Steel Institute[70],[54]
- American Forest & Paper Association[8],[54]
- American Petroleum Institute[70],[54],[22]
- Amoco[70]
- ARCO[70]
- Association of American Railroads[54]
- Association of Global Automakers[70],[22]
- BP[53]
- Chambre de commerce des États-Unis[70],[54]
- Chevron[71]
- ConocoPhillips[71]
- Daimler[53],[16]
- Dow Chemical[70]
- DuPont[70],[53]
- Edison Electric Institute[70],[54]
- Enron[70]
- ExxonMobil[22],[71]
- Ford[53],[16]
- General Motors[53],[16]
- Koch Industries[71]
- Illinois Power[70]
- Motor Vehicle Manufacturers Association[70]
- National Association of Manufacturers[70],[54],[22]
- National Mining Association[70],[54]
- National Rural Electric Cooperative Association[54]
- Occidental Petroleum[71]
- Ohio Edison[70]
- Peabody Energy[71]
- Phillips Petroleum Company[70]
- Shell Oil Company[53],[71],[16]
- Southern Company[70],[16]
- Texaco[70],[53],[16]
- Union Electric Company[70]